# Soldat Ivan Brovkin
Soldat Ivan Brovkin (russisk: Солдат Иван Бровкин) er en sovjetisk spillefilm fra 1955 af Ivan Lukinskij.

## Medvirkende
- Leonid Kharitonov - Ivan Brovkin
- Sergej Blinnikov - Timofej Korotejev
- Tatjana Pelttser - Jevdokia Brovkina
- Anna Kolomijtseva - Jelizaveta Nikititjna
- Daja Smirnova - Ljubasja